# Яковлев, Владимир Петрович (историк)
Влади́мир Петро́вич Я́ковлев (род. 1 июня 1938, Ленинград, РСФСР) — петербургский учёный и политический деятель, кандидат исторических наук. Заслуженный работник культуры Российской Федерации (2010).

## Биография
Владимир Петрович Яковлев родился 1 июня 1938 года в Ленинграде. Его отец погиб в 1942 году, а сам Владимир Петрович всю блокаду прожил в Ленинграде.
После школы работал на заводе «Знамя труда», учился в техникуме, затем отслужил в армии.
В 1966 году окончил исторический факультет Ленинградского государственного университета им. А. А. Жданова, начал работать преподавателем, а затем защитил диссертацию на соискание учёной степени кандидата исторических наук.
В течение пяти лет работал в составе студенческих отрядов на целине в Казахской ССР.
В ЛГУ занимал должности заместителя декана исторического факультета, декана факультета повышения квалификации.
В 1985 году занял пост ректора Ленинградского государственного института театра, музыки и кинематографии им. Н. К. Черкасова, который занимал до 1993 года.
В 1993 году приглашён Анатолием Собчаком на должность заместителя мэра Санкт-Петербурга по культуре, науке и высшей школе.
В 1995—2001 годах был членом коллегии Министерства культуры Российской Федерации.
В 1996—2000 гг. — вице-губернатор Санкт-Петербурга — председатель Комитета по культуре.
В 2000—2001 гг. — первый проректор Гуманитарного университета профсоюзов.
В 2001—2012гг. — декан факультета музееведения и экскурсоведения Санкт-Петербургского государственного университета культуры и искусств, профессор кафедры музеологии и культурного наследия.
В 2012 году назначен на должность советника при ректорате СПбГИК.

## Награды
- Заслуженный работник культуры Российской Федерации (2010)[3]
- Медаль «За освоение целинных земель»
- Орден Почёта (1998)
- Орден Дружбы (2024)[4]
- Кавалерский крест «За заслуги» (Польская Народная Республика)[5]
- Международная премия «Балтийская звезда» (2020)[6].